# Hijas de la Pasión de Jesucristo y de María Dolorosa
Las Hijas de la Pasión de Jesucristo y de María Dolorosa es una institución religiosa de mujeres consagradas al servicio social de carácter de derecho pontificio. Las hermanas de esta congregación posponen a su nombre la sigla CFP.